# 田老野球場
田老野球場（たろうやきゅうじょう）は、岩手県宮古市田老にある野球場である。
ネスレ日本がネーミングライツを取得しており、愛称は同社のチョコレートブランド「キットカット」にちなんだ「キット、サクラサク野球場」。

## 概要
1982年（昭和57年）に開場した。田老は明治三陸地震、昭和三陸地震でも津波被害を受けた地域であるが、2011年3月11日に発生した東北地方太平洋沖地震でも被災し、旧球場はコンクリートのベンチだけを残し全壊した。
旧球場は防潮堤の外側にあったが、新球場は安全性と利便性を考慮して内側に移設された。総事業費は約7億8600万円。費用においては、日刊スポーツ新聞社・工藤公康（震災当時は日刊スポーツ専属解説者）・ゴーゴーカレーによる、少年野球教室及びカツカレーライス炊き出しのイベント「東日本大震災復興支援プロジェクト」からの寄付金が入っている。

## 再開
再開にあたっては、ネスレ日本が実施していた復興支援のためのキャンペーン「キット、ずっとプロジェクト」と連携。2014年11月に設立された、三陸鉄道職員と沿線住民が参加する地域密着型草野球チーム「三陸鉄道キットDreams」のホーム球場とした。
2016年4月23日、球場再開を記念して復旧祭を開催。式典には元プロレスラー・天龍源一郎、漫画家・ゆでたまごの嶋田隆司、茨城ゴールデンゴールズ選手兼監督の片岡安祐美が出席。読売ジャイアンツOBの篠塚和典、吉村禎章、平岡政樹らが参加するイベント、たけし軍団対キットDreamsの試合が行われた。

## 施設
- グラウンド面積：10,464m2
- 両翼：92m、中堅：120m
- 内野：土、外野：土
- 収容人員：約1,000人
- 照明設備：あり（LEDタイプ4基）
- バックネット、ダグアウト、ベンチ、シャワー、更衣室、簡易電光掲示板
  - 客席シートにはキットカットのラッピング広告が施されている。また壁面には、ゆでたまごの代表作「キン肉マン」のキャラクター・バッファローマンが描かれており、キットDreamsのマスコットキャラクターとなっている[4]。

## 交通
- 三陸鉄道リアス線新田老駅より徒歩5分。
- 三陸沿岸道路田老真崎海岸インターチェンジより車5分